# Aotearoa (chi nhện)
Aotearoa là một chi nhện trong họ Mecysmaucheniidae.